# 輔仁大学の人物一覧
輔仁大学の人物一覧（ふじんだいがくのじんぶついちらん）は輔仁大学に関係する人物の一覧記事。

## 主な教員・元教員

### 教授
- 蘇哲仁

#### 中央研究院院士
- 陳垣
- 翁文灝
- 余嘉錫

#### 中国科学院院士
- zh:邢其毅
- 季羨林
- zh:范文瀾
- zh:袁翰青
- zh:曾昭掄
- zh:張青蓮
- zh:鄧之誠
- 鄭振鐸
- 魏建功
- 羅常培

## 主な大学出身者

### ノーベル賞との関連
- 郝慰民（理工学部） - : climate scientist and contributor to the 気候変動に関する政府間パネル; shared the 2007 Nobel Peace Prize[1][2]

### グローバル企業トレンドマイクロの創業者
- 張明正 （理工学部）-代表取締役会長 (英語名 スティーブ・チャン)

### 政界

#### 政治家・上級の公務員
- 王光美 （理工学部） - 中華人民共和国の元国家主席劉少奇の妻、北京校友会の元会長
- 小川平四郎 （文学部） - 日本国初代駐中国大使
- 葉菊蘭 （法学部 1971年卒） - 元行政院副院長、元立法委員、元交通部長、元高雄市代理市長
- 楊念祖（社会科学部） - 国防部 (中華民国)の部長
- 謝志偉 （外国語学部） - 元行政院新聞局長
- 姚文智 （文学部 1988年卒） - 元行政院新聞局長
- 夏立言 （法学部 1972年卒） - 台北駐ニューヨーク経済文化弁事処の処長（大使）
- 薩支遠 （外国語学部） - 台北駐バーレーン経済文化弁事処の処長（大使）
- 林全 （社会科学部 1974年卒） - 行政院長、元行政院財政部長

#### 国会議員・県長
- 呉成典 - 立法委員、元国民大会代表
- 廖本煙 （管理工学部） - 立法委員、台湾団結連盟の総招集人
- 秦慧珠 （文学部 1979年卒） - 元立法委員
- 周錫瑋 （進修部） - 台北県県長、元立法委員、元台湾省省議員
- 林志嘉 （理工学部 1981年卒） - 元立法委員
- 湯火聖 （社会科学部）- 立法委員
- 李昆澤 （文学部） - 元立法委員、元国民大会代表、元高雄市議会議員
- 高志鵬 （法学部） - 民主進歩党中央常務委員会委員、元立法委員、
- 林岱樺 （外国語学部） - 立法委員、民進党の中央執行委員会委員
- 王昱婷 （法学部 1995年卒） - 立法委員、国民党改造委員
- 呂国華 （社会科学部） - 宜蘭県県長
- 蘇煥智 （法学部）- 台南県県長

### 財界
- 劉亜芬 （社会科学部） - 著名な企業家
- 呉東亮 （理工学部 1972年卒） - Shin Kong Groupの企業家
- 王千睿 （芸術学部 1989年卒） - BenQの設計の総責任者、元ポルシェ車体デザイナー

### 学者・研究者・教育者

#### 院士
- ヒョン其毅（理工学部 1933年卒） - 中国科学院院士、北京大学の教授
- カク履成 （理工学部卒） - 中央研究院院士
- 蒋麗金 （理工学部 1944年卒） - 中国科学院院士
- 葉嘉瑩 （文学部） - カナダ王立協会院士、南開大学中華古典文化研究所の所長
- 劉瑞玉 （理工学部 1945年卒） - 中国科学院院士
- トウ昌黎 （理工学部 1946年卒） - 中央研究院院士
- 許烺光 （大学院） - 中央研究院院士、アメリカ人類学協会第62代会長
- 金建中 （理工学部 1946年卒） - 中国科学院院士
- 荊其誠 （理工学部 1947年卒） - TWAS院士、北京大学の教授
- 劉若庄 （理工学部 1947年卒） - 中国科学院院士、北京師範大学の教授
- 李東英 （理工学部 1947年卒） - 中国工程院院士
- 董紹俊 （理工学部 1952年卒） - TWAS院士，中国科学院の研究員
- 羅志偉 （理工学部 1973年卒） - American College of Surgeons院士、American Academy of Ophthalmology院士、米国テンプル大学医学部の教授

#### 海外の教授
- 魏立人 （理工学部 1960年卒） - 米ハーバード大学の教授
- 侯継明 （法学部） - 米ハーバード大学研究員、コルゲート大学社会科学部部長を務めた、経済学者
- 黄伯輝 （外国語学部 1937年卒） - 米イェール大学の教授
- 彭勤菑 （理工学部 1943年卒） - 米カリフォルニア大学ロサンゼルス校の教授
- 夏松瀾 （理工学部 1944年卒） - 米マイアミ大学 (オハイオ州)の教授
- 何国柱 （理工学部 1945年卒） - 米シカゴ大学の副研究員、フロリダ州立大学准教授
- 劉若愚 （文学部 1948年卒） - 米スタンフォード大学の教授
- 張恵平（理工学部卒） - 米国ジョージタウン大学Lombardi Cancer Center教授（Dr. Esther H. Chang）
- 楊蓉珍 （文学部 1967年卒） - 米テキサスA&M大学副学長
- 張北鐸 （理工学部 1967年卒） - 米レイセオン社のF-15のレーダーシステムの総括責任者
- 劉江　 （理工学部 1970年卒） - 米ノースウェスタン大学の教授
- Jen-Zen Chuang　 （理工学部 1974年卒） - 米コーネル大学の教授
- 張徳健　 （理工学部 1979年卒） - 米ジョージタウン大学の教授

#### その他
- 史念海 （文学部 1936年卒） - 復旦大学の教授
- 劉達 （文学部） -　清華大学の学長、中国科学技術大学の学長
- 黎建球 （文学部） - 輔仁大学の学長
- 容継業 （文学部 1971年卒） - 国立高雄餐旅大学の学長
- 張保隆 （理工学部 1971年卒） - 逢甲大学の学長
- 曹国雄 （理工学部 1976年卒） - 中原大学の商業学部の部長
- 頼鼎銘 （文学部） - 世新大学の学長
- 林秀雄 （法学部） - 国立政治大学法学部の部長
- 侯崇文 （社会科学部 1976年卒） - 国立台北大学の学長、著名な犯罪学者
- 周必泰 （理工学部 1976年卒） - 国立台湾大学の教授
- 林文雄 （理工学部） - 国立清華大学の教授
- 周功鑫 （外国語学部） - 国立故宮博物院の院長

### 法界
- 蔡清遊 （法学部） - 司法院の大法官
- 羅昌発 （法学部） - 司法院の大法官
- 沈守敬 （法学部） - 台湾台南地方法院の院長
- 黄梅月 （法学部） - 台湾澎湖地方法院の院長
- 侯寬仁 （法学部） - 台湾高等法院検察署検察官
- 林喆慧 （法学部） - 台湾宜蘭地方法院検察署検察官
- 洪貴參 （法学部） - 有名弁護士 (陳水扁元総統御用)
- 丁俊文 （法学部） - 有名弁護士
- 林志剛 （法学部） - 有名弁護士
- 李文中 （法学部） - 有名弁護士
- 金志雄 （法学部） - 有名弁護士
- 方鳴濤 （法学部） - 有名弁護士
- 劉陽明 （法学部） - 有名弁護士
- 謝政達 （法学部） - 有名弁護士
- 楊金順 （法学部） - 有名弁護士
- 呉順竜 （法学部） - 有名弁護士、元宜蘭地方法院の法官
- 錢建栄 （法学部） - 桃園地方法院の法官

### 文化・芸能
- 張秀亜 （文学部） - 著名な作家
- 徐立功 （文学部 1967年卒） - 映画監督、プロデューサー、代表作にグリーン・デスティニー（プロデューサー）
- 頼声川 （文学部 1976年卒） - 劇作家、舞台演出
- 胡茵夢 （文学部） - 名俳優、作家李敖の先妻 ※中退
- 李艶秋 （文学部 1979年卒） - 中華電視公司の元ニュースキャスター、金鐘奨の受賞者、TVBSの番組司会者
- 王添源 （文学部 1980年卒） - 詩人、評論家
- 呉念真 （管理工学部） - シナリオ・ライター、映画監督
- 沈春華 （文学部 1981年卒） - 中国電視公司のニュースのャスター
- 張大春 （文学部） - 小説家、ラジオ番組の司会者
- 莊開文 （文学部 1987年卒） - ニュースキャスター
- 聞天祥 （文学部 1991年卒） - 輔仁大学の講師、映画評論家
- 蕭水順 （文学部 1991年卒） - 詩人、評論家
- 楊力州 （芸術学部 1991年卒） - 記録映画の監督
- 呉奇隆 （文学部） - 歌手、俳優、元小虎隊のメンバー
- 陳怡蓉 （家政学部） - 台湾の女優
- 蔡依林 （文学部 2002年卒） - 歌手、役者、作家
- チャン・ウェン・テイ （文学部 2002年卒） - 歌手（F.I.R.）
- 曹佑寧（体育学科） - 俳優

### スポーツ
- 李鳳楼 - （教育学部） - 中国のサッカーの先駆者、中国サッカー協会主席
- 王光輝 （体育学科）
- 胡長豪 （体育学科）
- 洪一中 （体育学科）
- 謝承勳 （体育学科）
- 黄煚隆 （体育学科）
- 黄文博 （体育学科）
- 黄信福 （体育学科）
- 林華韋 （体育学科）
- 葉志仙 （体育学科）
- 林増祥 （体育学科）
- 廖剛池 （体育学科）
- 王俊郎 （体育学科）
- 戴於程 （体育学科）
- 馮勝賢 （体育学科）
- 陳義信 （体育学科 1986年卒） - 元中日ドラゴンズ選手、元中華職業棒球聯盟選手
- 曾増球 （体育学科） - 元バスケットボール選手
- 朱志清 （体育学科） - 元バスケットボール選手
- 邱宗志 （体育学科） - 元バスケットボール選手
- 李雲翔 （体育学科） - 元バスケットボール選手
- 顔行書 （体育学科） - 元バスケットボール選手
- 許志民 （体育学科）
- 陳威成 （体育学科） - 元中華職業スターの選手、1992年オリンピックの銀メダル
- 曾増球 （体育学科） - 元バスケットボールの名手、1989年のアジアの男子バスケット選手権大会の銅メダル
- 朱志清 （体育学科） - 元中華職業棒球大聯盟選手、バスケットボール選手
- 邱宗志 （体育学科） - 元中華職業棒球大聯盟選手、バスケットボール選手
- 李雲翔 （体育学科） - 元中華職業棒球大聯盟選手、バスケットボール選手
- 陳致遠 （体育学科） - 元中華職業棒球大聯盟名手
- 呉百和 （体育学科） - 中華台北サッカー代表チーム
- 大豊泰昭 （体育学科） - 中日ドラゴンズ及び、阪神タイガース選手
- 郭源治 （体育学科） - 中日ドラゴンズ選手
- 荘勝雄 （体育学科） - 千葉ロッテマリーンズ投手、コーチ
- 潘威志 （体育学科） - 台湾電力のゴールキーパー

#### 元中華職業選手
- 陳義信 （体育学科）
- 黄平洋 （体育学科）
- 江泰権 （体育学科）
- 陳金茂 （体育学科）
- 張協進 （体育学科）
- 張正憲 （体育学科）
- 張文宗 （体育学科）
- 黄信福 （体育学科）
- 黄貴裕 （体育学科）
- 施昭同 （体育学科）
- 羅世幸 （体育学科）
- 蔡栄宗 （体育学科）
- 陳文賓 （体育学科）
- 黄俊傑 （体育学科）
- 張天麟 （体育学科）
- 羅仁成 （体育学科）
- 童琮輝 （体育学科）

#### 中華職業選手
- 王威晨 （体育学科）
- 孫昭立 （体育学科）
- 張家源 （体育学科）
- 楊博超 （体育学科）
- 高建三 （体育学科）
- 潘威倫 （体育学科）
- 張家浩 （体育学科）
- 胡竣傑 （体育学科）
- 陳意忠 （体育学科）
- 陳威志 （体育学科）
- 曾嘉敏 （体育学科）
- 葉丁仁 （体育学科）
- 王金勇 （体育学科）
- 馮勝賢 （体育学科）
- 王俊仁 （体育学科）
- 呂俊雄 （体育学科）
- 鄭余亮 （体育学科）
- 林敬民 （体育学科）
- 周思齊 （体育学科）
- 林鴻遠 （体育学科）
- 王伝家 （体育学科）
- 徐余偉 （体育学科）
- 黄小偉 （体育学科）
- 黄龍義 （体育学科）
- 張育保 （体育学科）
- 林宗男 （体育学科）
- 蘇建栄 （体育学科）
- 余賢明 （体育学科）